# Криця

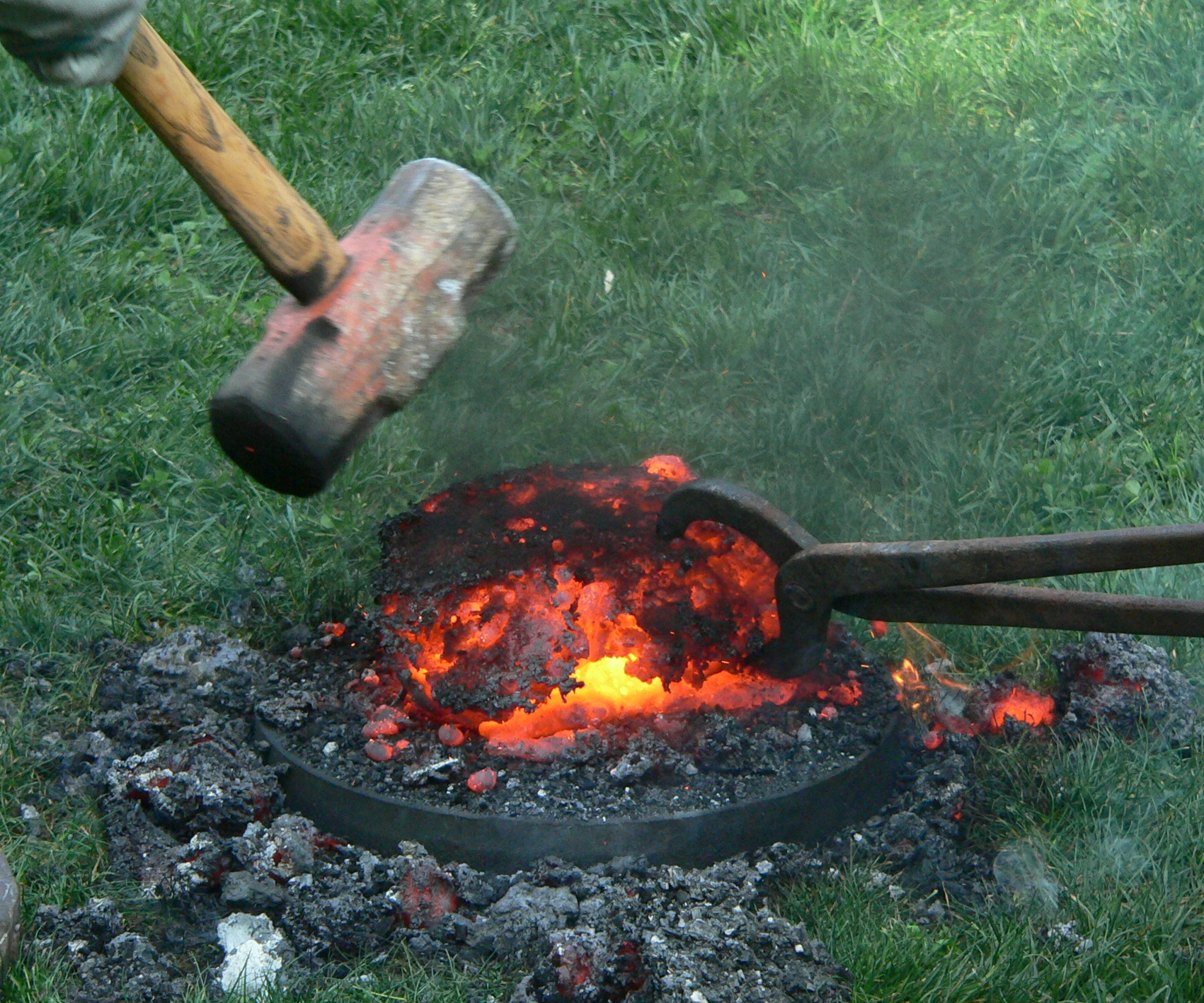
Невеличка криця (лупа), щойно витягнута з сиродутного горна — розпечена й просякана рідким шлаком. Обробкою молотом з криці (лупи) видаляють шлак і перетворюють її на шматок суцільного металу — заготовку, з якої можна буде виготовити необхідний залізний виріб.

Криця, також лупа, губчасте залізо — шматок неочищеного від різних домішок заліза пористої будови, пори й пустоти якого заповнені шлаком. Є продуктом виплавки заліза безпосередньо з руди при сиродутному та кричнорудному процесах або з чавуну при кричній переробці або пудлінгуванні. Криця (лупа) є лише напівпродуктом. За допомогою проковування молотами з криці видаляли шлаки й одночасно ліквідували пористість криці, одержуючи з неї щільну суцільну болванку так званого зварного ковкого заліза, придатного для виготовлення різноманітних виробів. У літературі слово «криця» вживано також на позначення вже очищеного від шлаку шматка готового для використання заліза (заготовки), одержаного з губчастого заліза після обробки.

## Назва
Слово «криця» походить, ймовірно, з німецької мови, від слова «Kritzeisen» — «залізо, вкрите шлаком», яке є словом нез'ясованого походження. Висловлювалася думка, що слова «криця», «кричний» походять від давнього слова «кръч» (за І. Срезневським), «кърг.»[уточнити] — коваль. Варто зазначити, що в українській мові, принаймні в 2-й половині 19 століття й на початку 20 століття (до радянського часу), слово «криця» було широковживан переважно у значенні «сталь». Лексема «криця» присутня в багатьох слов'янських мовах і може мати в них різні значення. У польській мові «криця» означає «куте залізо», в російській — «брила заліза, вкрита шлаком».
Щодо слова «лупа», то окремі джерела вказують на те, що вживалося тільки на Волині, хоча за іншими джерелами воно вживалось по всьому Поліссю, крім того, словом «лупа» на Правобережжі позначався не тільки наслідок виплавки заліза, але й сиродутне горно, в якому виплавляли залізо. Слово, можливо, походить від німецького слова luppe.
Уживана в літературі назва «губчасте залізо» має описовий характер і пов'язана з пористою будовою продукту.
Залізо, одержане з криці (лупи) після її обробки, тобто після видалення з неї шлаку, і придатне до виготовлення виробів, називається ковким залізом, бо піддається обробці куванням (на відміну від чавуну). Воно також називається «зварним» бо одержане злипанням пустот і шпарин, зварюванням їх поміж собою. Зазвичай, якщо залізо було одержано з криці, одержаної при сиродутному процесі, його називають «сиродутним», якщо при кричній переробці, то «кричним залізом», а коли при пудлінгуванні, то його називають «пудлінговим залізом» або «зварним».

## Історія
Сиродутний процес, продуктом якого була криця (лупа), виник в Малій Азії приблизно в середині 2 тисячоліття до н. е. У Європі навчились одержувати залізо в такий спосіб за 1000 років до н. е. Хоча в працях античних авторів (Аристотель, Теофраст, Пліній Старший, Павсаній) є згадки про те, що залізо можна розплавити (можливо, мова йде про чавун), протягом багатьох століть європейські металурги одержували залізо лише у вигляді лупи — тістоподібного губчастого заліза, тобто зовсім не були знайомі з залізом у рідкому стані. З плином часу сиродутні горна, в яких виплавляли крицю, збільшилися у розмірах — від 1 м до 3-5 м заввишки. Відповідно збільшилася й їхня продуктивність. У 14 столітті європейські металурги почали виплавляти (як вважається, неочікувано для себе — при відхиленнях від сиродутного процесу) рідкий чавун, який будучи непридатним для обробки куванням (при ударах молотом розколювався) спочатку вважався браком. Пізніше чавун навчилися переплавляти у так званих кричних горнах, продуктом яких, як і при сиродутному процесі, було так само напіврозплавлене тістоподібне залізо, просякане шлаком — криця, яке так само обробляли молотами й одержували заготовку зі зварного ковкого заліза. Винайдення тигельного способу виплавки ливарної сталі (Б. Гунтсман, 1740) через його малу продуктивність не змогло витіснити виробництво кричного заліза. У 1786 році Г. Корт запатентував пудлінгування, продуктом якого була так само криця, що мала великий розмір й через свою форму називалася «кулею». За певних умов при пудлінгуванні можна було отримати сталь.[джерело?] Лише з середини 19 століття, з винаходженням бесемерівського способу виробництва ливарної сталі (Г. Бессемер та інші, 1856), способи виплавлення заліза, продуктом яких була криця (лупа), були поступово витіснені з металургії. В деяких країнах, зокрема в царській Росії (Україна (Полісся), Фінляндія), США та інших, на окремих підприємствах такі способи виробництва зберігалися до кінця 19 — початку 20 століття.
У 1930-х роках було винайдено кричнорудний процес, що є різновидом сиродутного процесу і продуктом якого є так само криця.

## Властивості

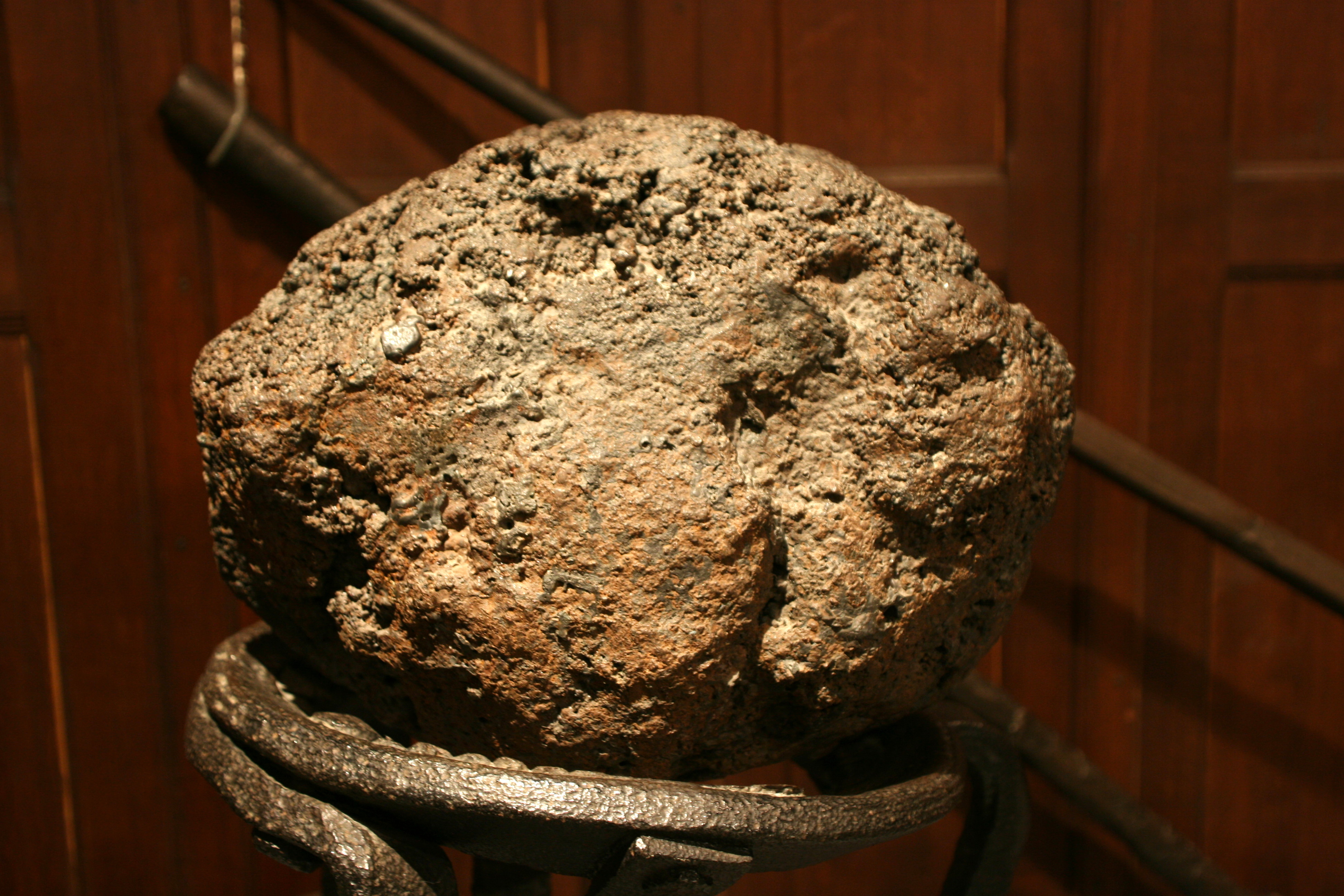
Осмунд — криця, виплавлена у шведській осмундській печі.

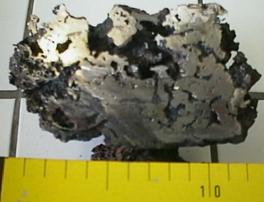
Розріз невеличкого шматка охололої, необробленої молотом, криці (зі збереженою губчастою структурою).

З хімічної точки зору є низьковуглецевим залізом з незначною кількістю сірки, фосфору і кремнію. Вміст вуглецю становив близько 0,1 %, тобто менше, ніж у сталі. З шлаковими включеннями в порах і пустотах. За допомогою проковування з криць видаляли шлаки й одночасно ліквідували пористість криць. Куванням її перетворювали на зварювальне залізо, якому властиві висока пластичність, зварюваність, опір іржавінню. Внаслідок того, що губчасте залізо утворювалося без рідкої фази, не було вирівнювання хімічного складу і шматок такого заліза у різних кінцях міг мати різний хімічний склад. При обробці криці молотами готовий метал ставав більш однорідним.
Маса криці, залежно від розміру горну, в якому її було виплавлено, становила від 8 до 80 кг. Знайдені у Вишгороді і райковецькому городищі криці важать 5,6 — 5,9 кг. На українських руднях, що масово діяли у Поліссі, виплавляли криці масою 5-6 пудів (80 — 96 кг), з яких після обтискання під водяним молотом одержували близько 4 пудів (64 кг) придатного для виробництва заліза.
Крицю потім проковували під молотами (при цьому з неї видалявся шлак), після чого вона ставала придатною для виготовлення різноманітних виробів.
Сиродутне залізо було дуже м'яким металом, практично мало придатним для використання, тому з часом для його зміцнення почали застосовувати цементацію.

## Одержання
Виплавка заліза при сиродутному процесі провадилась таким чином. У сиродутне горно завантажували руду разом з деревним вугіллям, яке підпалювали. Горіння вугілля підтримувалося або природною тягою в горну або вдуванням у горно повітря за допомоги міхів. Внаслідок горіння утворювався монооксид вуглецю CO, що, проходячи через стовп матеріалів всередині горна, відновлював залізо. Нагрів горну до 1000—1150 °C був достатнім для відновлення заліза, але недостатнім для його розплавлення. Відновленні зерна напіврозплавленого (розм'яклого) заліза в міру вигоряння вугілля, спускалися донизу печі, часто злипалися (зварювалися) поміж собою і утворювали рихлу губчасту масу, у шпаринах якої залишалася пуста порода. У нижній частині горна пуста порода, реагуючи з закисом заліза FeO, що не встиг відновитися, утворювала шлак, що плавився при температурі близько 1130 °C в нижній частині горна. Плавка тривала доки не було витрачено певну кількість руди, після чого припиняли подачу повітря. З нижньої частини виймали розжарений шматок губчастого заліза (крицю), просяканий рідким шлаком.
У кричній переробці, на відміну від сиродутного процесу, сировиною є не залізна руда, а чавун, і полягає вона, відповідно, не у відновленні заліза, а у окисленні домішок, що містяться у чавуні, й перетворенні його внаслідок цього на ковке залізо. Процес провадився у спеціальних кричних горнах. У горно, наповнене розжареним деревним вугіллям, клали чавунні зливки (свинки). Від великої температури вони поступово розплавлялися і краплями стікали у нижню частину горна. Чавунні краплі на своєму шляху зустрічалися з струменем вдуваємого у горно повітря, кисень якого окислював вуглець і інші домішки чавуну, внаслідок чого краплі металу густішали, зваривалися поміж собою і утворювали залізні згустки, перемішані зі шлаком, що утворювався від окислення різних домішок чавуну. Залізні шматки, що утворювалися на дні горну збирали (накочували) ломами у тістоподібний ком, що називався «напівкрицею». Цей ком вивертали на верхню частину горна і виварювали цю масу для подальшого очищення матеріалу. При потребі цю операцію повторювали кілька разів. Потім готову крицю виймали з горна кліщами й піддавали механічній обробці — обтисканню під кричним молотом для видалення з неї шлаку й зварювання поміж собою окремих частинок заліза. Маса криці залежала від розмірів кричного горна, вона могла сягати 4—8 пудів, а інколи й більше.
Винайдений у 1930-х роках кричнорудний процес, що використовувався у окремих країнах до 1970-х років, провадився у спеціальних обертових печах. Він полягав у відновленні нагрітої залізної руди у струмені відновлюючого газу. Продукт процесу являв собою губчасте залізо, змішане зі шлаком. Одержану при кричнорудному процесі крицю очищали від шлаку й переплавляли.

Деякі сиродутні печі, в яких виплавляли крицю.
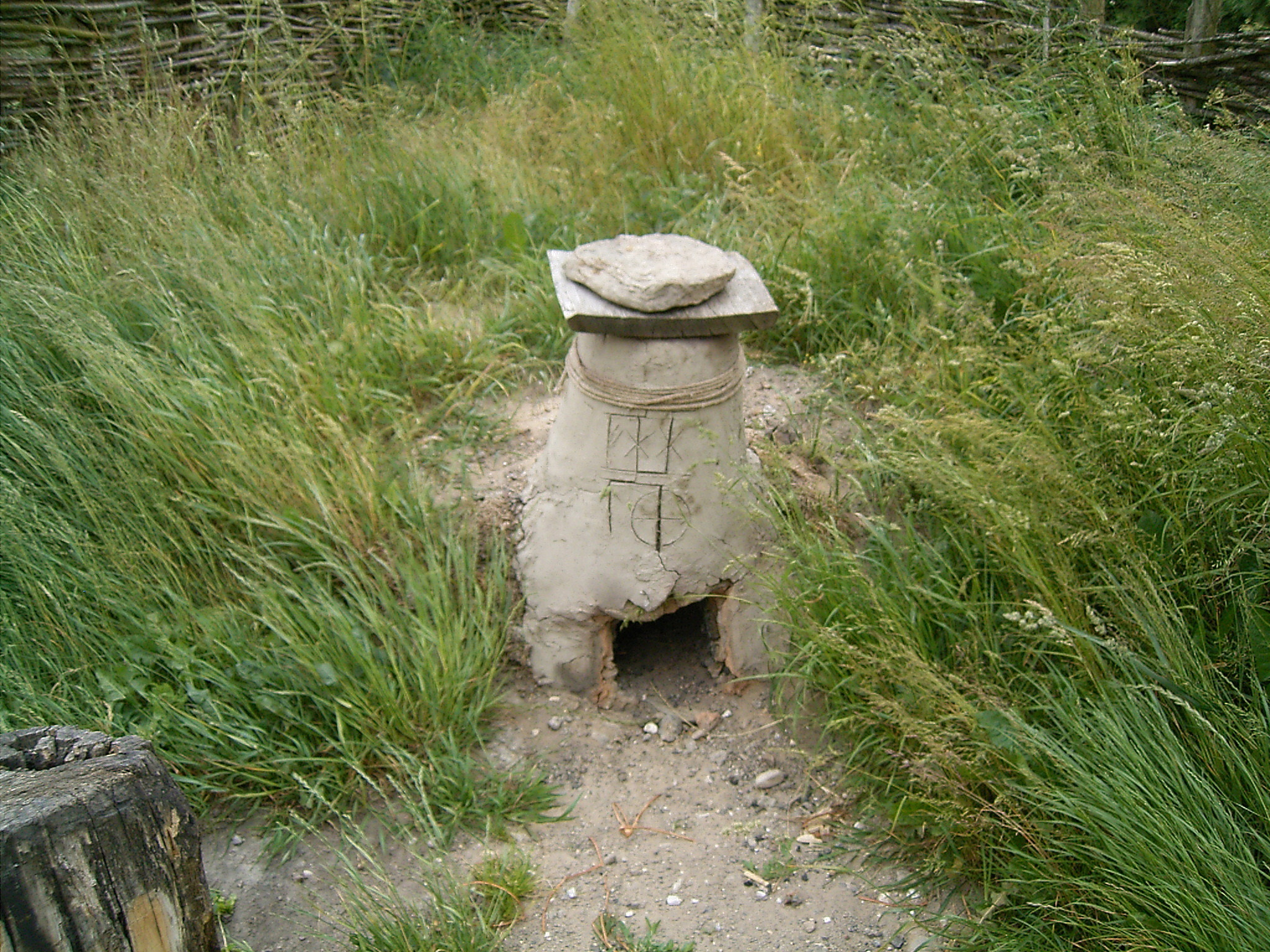
Сиродутне горно вікінгів. Реконструкція. Данія.
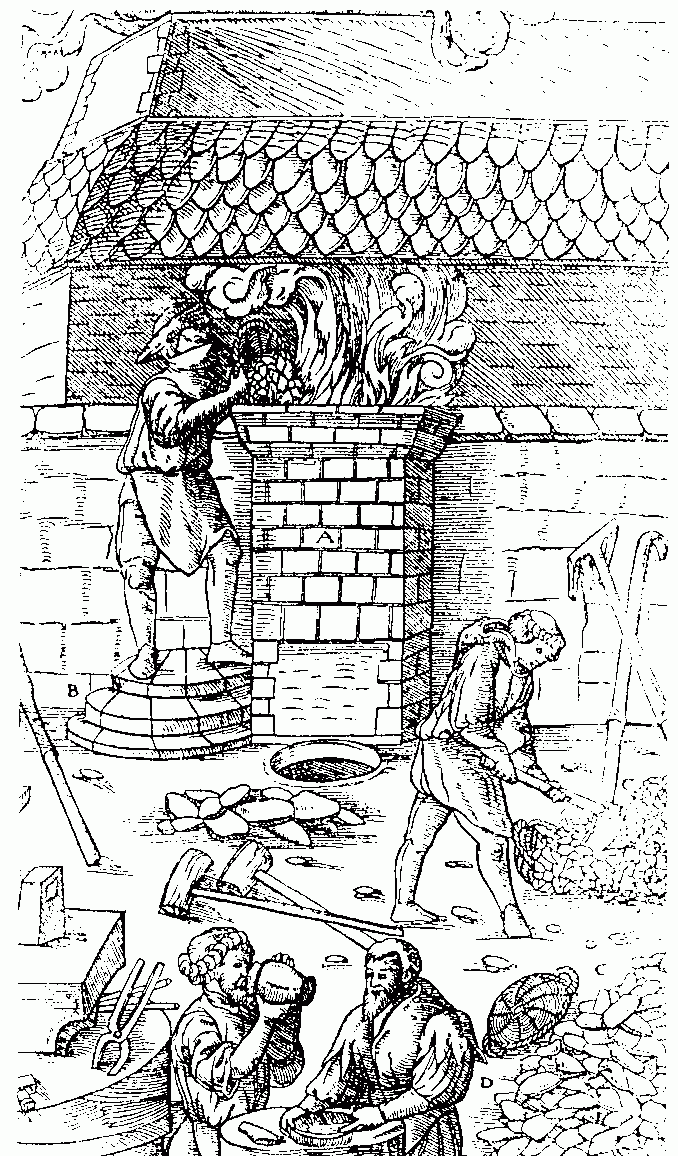
Сиродутне горно Середньовіччя. "De Re Metallica", 1556.
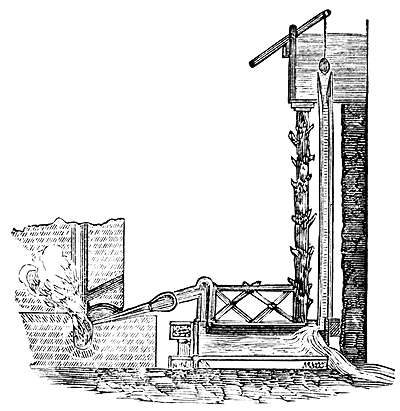
Каталонське горно в перетині. Малюнок з видання 1906 року.
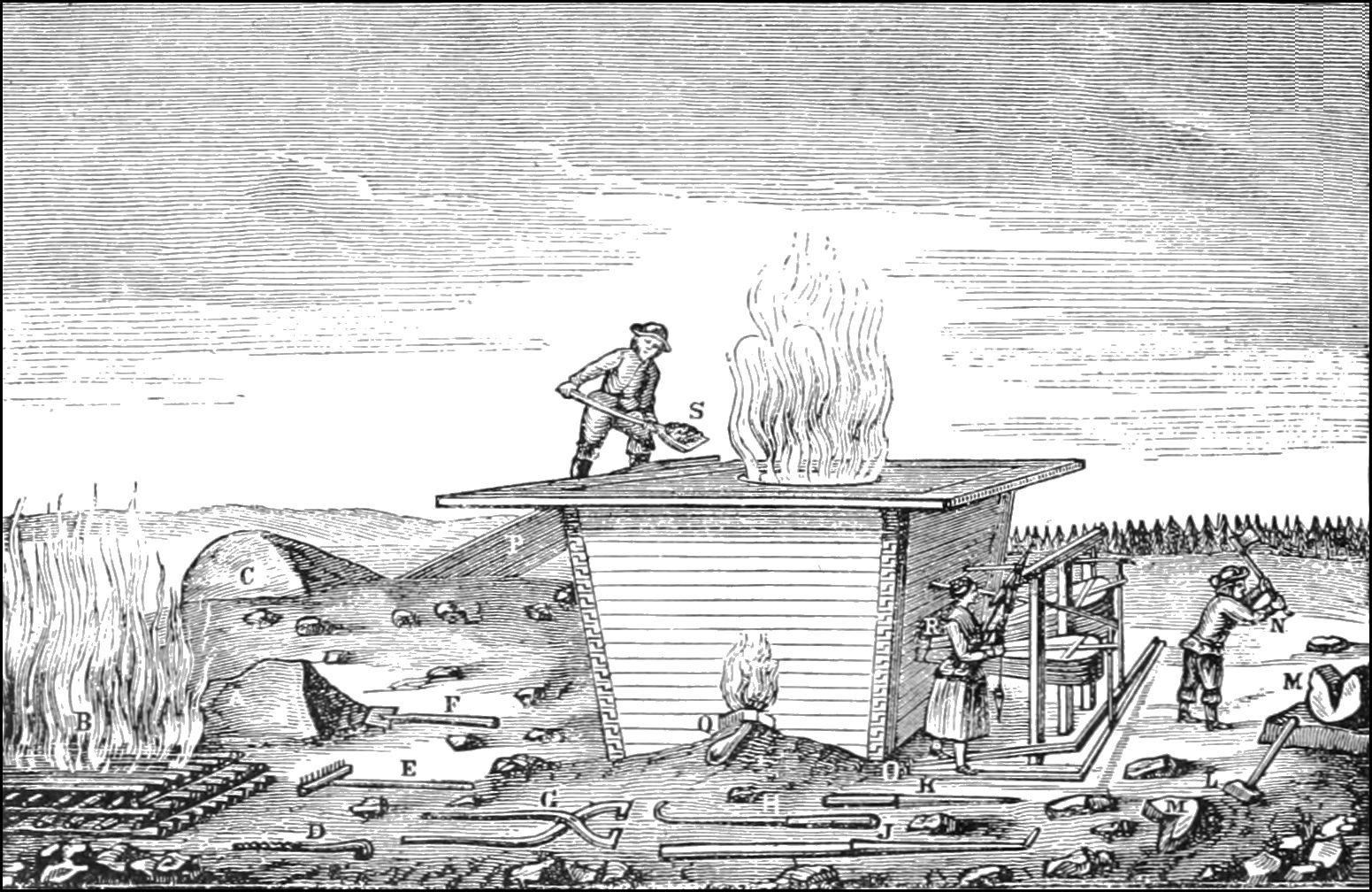
Осмундська піч (Швеція). Малюнок з видання 1890 року.

Окремі етапи обробки криці.
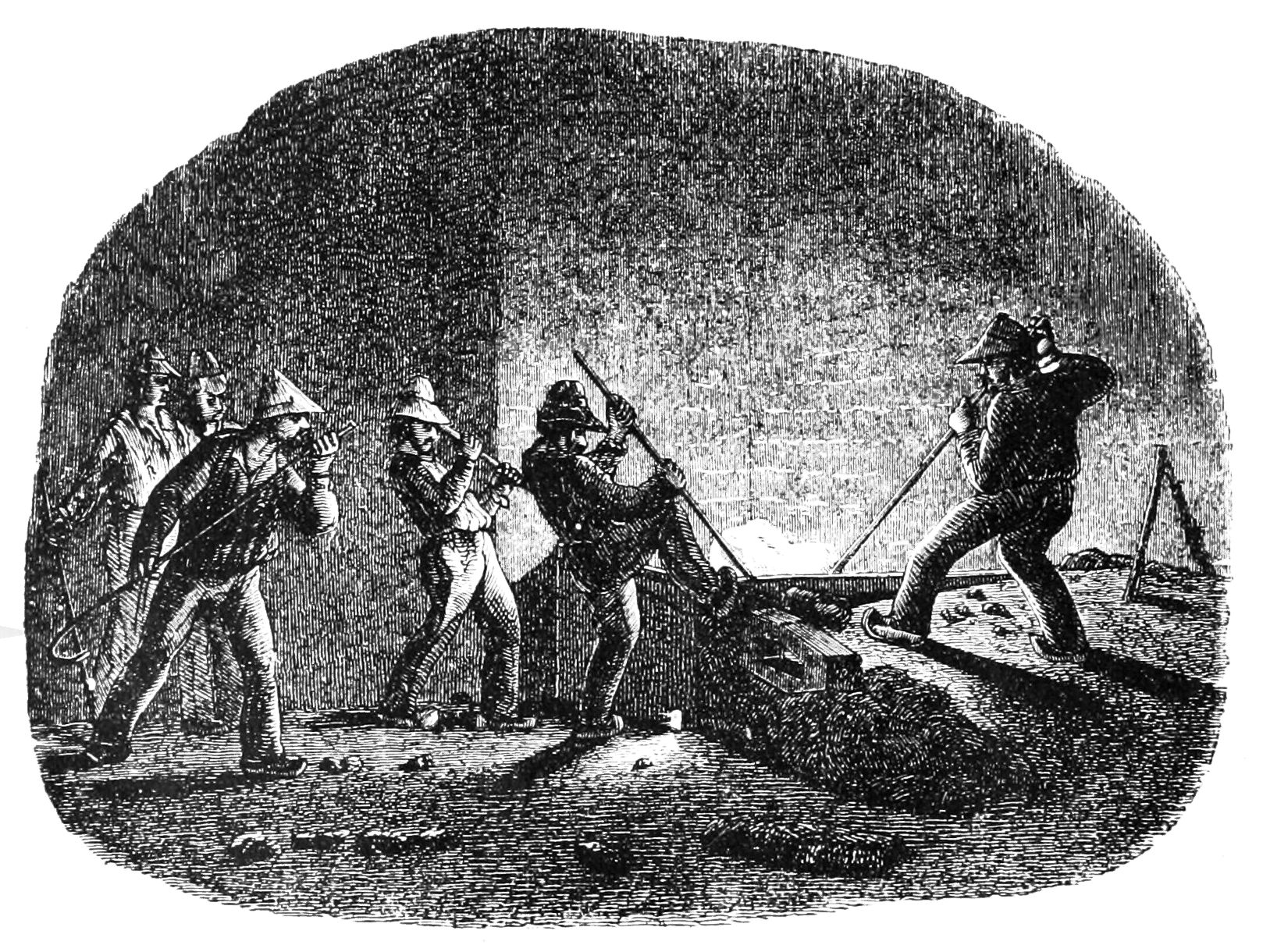
Виймання криці з каталонського горна. Малюнок з видання 1891 року.
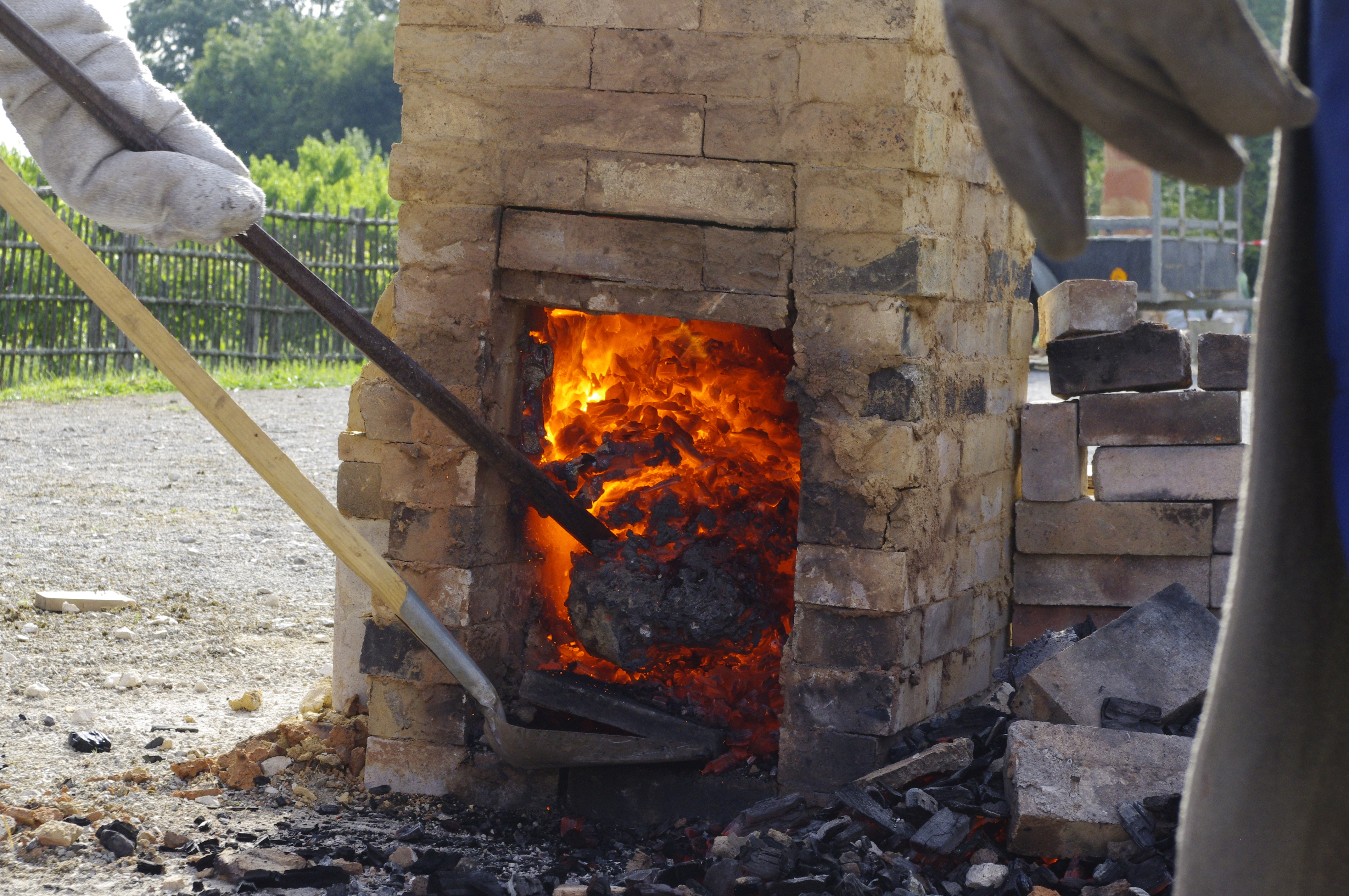
Витягання криці з невеличкого сиродутного горна.
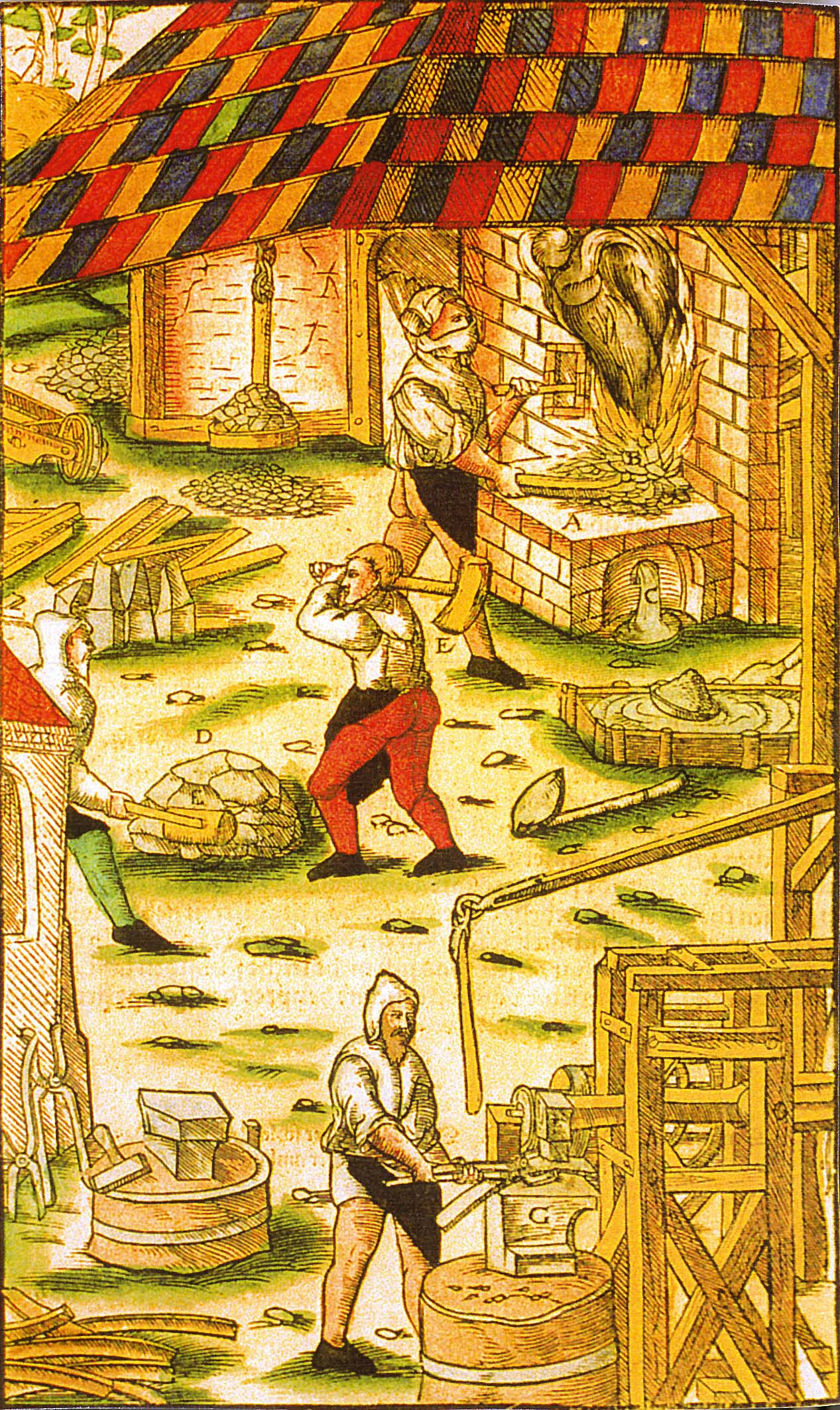
Обробка криці дерев'яними молотками (центральна частина малюнку). "De Re Metallica", 1556.
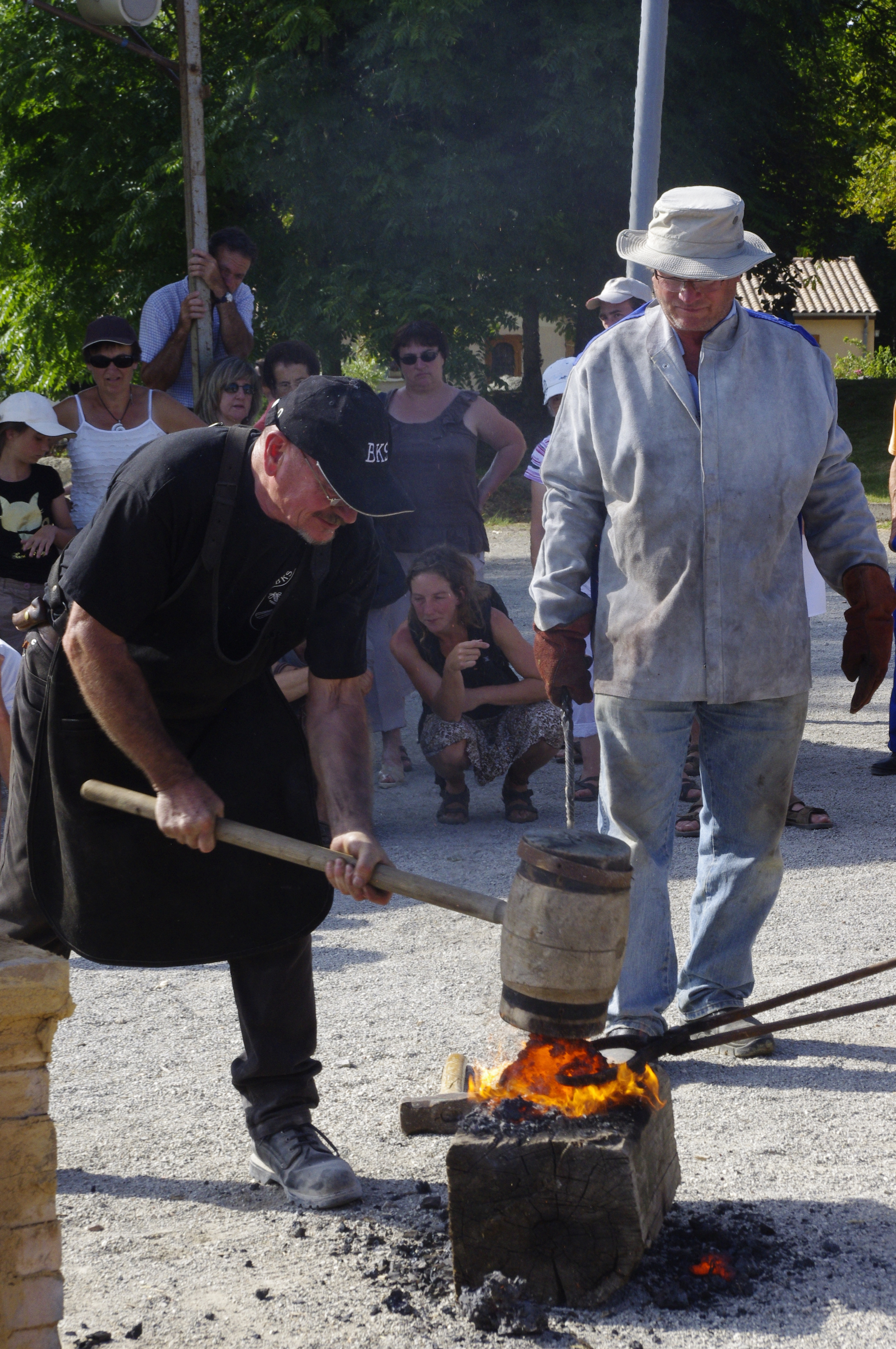
Обробка молотом невеличкої криці.

## Виноски
1. 1 2 3   Криця. // Українська радянська енциклопедія : у 12 т. / гол. ред. М. П. Бажан ; редкол.: О. К. Антонов та ін. — 2-ге вид. — К. : Головна редакція УРЕ, 1980. — Т. 5 : Кантата — Кулики. — 566, [2] с., [24] арк. іл. : іл., портр., карти + 1 арк с.
2. 1 2 3 4 5   Федоренко П. К. Рудни левобережной Украины в XVII—XVIII вв. — М.: Издательство Академии наук СССР, 1960. — 264 с. — С. 36, 259, 260. (рос.)
3. ↑   Криця // Словник української мови : в 11 т. — Київ : Наукова думка, 1970—1980.
4. 1 2 3   Нариси з історії техніки. — К.:Вид-во Академії наук УРСР, 1954. — С. 92.
5. 1 2 3   Вісник Академії наук Української Радянської Соціалістичної Республіки. № 1. — К.: Вид-во Академії, 1955. — С. 57.
6. 1 2   Исторические записки. 1956. — С. 217. (рос.)
7. 1 2 3   Криця. // Етимологічний словник української мови : в 7 т. / редкол.: О. С. Мельничук (гол. ред.) та ін. — К. : Наукова думка, 1989. — Т. 3 : Кора — М / Ін-т мовознавства ім. О. О. Потебні АН УРСР ; укл.: Р. В. Болдирєв та ін. — 552 с. — ISBN 5-12-001263-9. — С. 96.
8. 1 2  Kryca [Архівовано 2 лютого 2017 у Wayback Machine.]. // Slavistische Veröffentlichungen. — O. Harrassowitz, 1956. — S. 64. (нім.)
9. ↑   Криця. // Б. Грінченко. Словарь української мови. — К., 1907. — Т. 1.
10. ↑   Г. П. Іжакевич. Українсько-російські мовні зв'язки радянського часу. — К.: Наук. думка, 1969. — 304 стор. — С. 192, 297.
11. ↑   Сиродутний процес. // Українська радянська енциклопедія : у 12 т. / гол. ред. М. П. Бажан ; редкол.: О. К. Антонов та ін. — 2-ге вид. — К. : Головна редакція УРЕ, 1974–1985.
12. 1 2 3 4   Металлургия чугуна. Ефименко Г. Г., Гиммельфарб А. А., Левченко В. Е. Изд. 2 — К.: «Вища школа», 1974 — С. 276. — с. 10-11.
13. ↑   Вопросы истории естествознания и техники. Выпуск 46. — М.: Наука, 1974. С. 51. (рос.)
14. ↑   Б. А. Колчин. Чёрная металлургия и металлообработка в Древней Руси. — М., 1953. С. 42. (рос.)
15. ↑   Развитие металлургии в Украинской ССР / Ю. А. Анисимов, Н. А. Терещенко, В. Г. Тищенко, др., З. И. Некрасов . — Киев: Наук. думка, 1980 . — 959 с. — С.36. (рос.)
16. ↑   Зюзин В. И. Механическое и подъёмно-транспортное оборудование доменных цехов. Учебник для металлургических техникумов. — М.: ГНТИ литературы по черной и цветной металлургии, 1962. — 419 с. — С. 8. (рос.)